# Megalopyge defoliata
Megalopyge defoliata is een vlinder uit de familie van de Megalopygidae. De wetenschappelijke naam van de soort is voor het eerst geldig gepubliceerd in 1855 door Walker.